# 小さな果物売り
『小さな果物売り』（ちいさなくだものうり、独: Die kleine Obsthändlerin, 英: The Little Fruit Seller）は、スペインのバロック絵画の巨匠バルトロメ・エステバン・ムリーリョが1670-1675年ごろ、キャンバス上に油彩で制作した絵画で、画家が生まれ、生涯を過ごしたセビーリャの街頭にいた貧しい子供たちを描いている。自身も9歳の時に孤児となったムリーリョは、本作のようにリアリティーのある自然主義的な風俗画を宗教画とともに最も繰り返し描いた。作品は1768年にフランツ・ヨーゼフ・フォン・デュフレーヌ (Franz Joseph von Dufresne) により寄贈されて以来、ミュンヘンのアルテ・ピナコテークに所蔵されている。

## 作品
16世紀に植民地交易の独占港として繁栄したセビーリャは、17世紀になると衰退し、貧困は犯罪と売春と疫病の温床となった。親に捨てられた子、疫病で親を失った子は群れをなして、空き家に住み着き、飢えをしのぐために残飯を求めて、宿屋や市場や金持ちの家の前で物乞いをした。そして、使い走りや掃除などの雑用で小銭を稼いだほか、ポン引きや博徒の手下となったり、必要とあらばスリやかっぱらいに走った。一方、身寄りのない少女たちの多くは、身体を売って生計を立てざるを得なかった。
本作には、聖母マリアのような顔をした少女と満ち足りた表情の少年が描かれている。2人は、少女が手に握っている、果物を売って得たその日の収入をうれしそうに数えている。傍に置かれた籠の中のブドウは、非常に質の高い静物の描写である。
子供たちの明らかな貧困と子供らしからぬ必要に迫られた仕事により、希望の欠如と悲惨さが示唆されている。しかし、彼らからは、夢中になっている清澄な心と人生に満足している喜びの雰囲気が溢れている。ここにムリーリョのキリスト教的メッセージがある。子供たちは貧しさを重荷とは考えず、暮らしを喜びのないものだとはみなしていないために、美しく、尊厳を持っているのである。
本作はムリーリョの画業の比較的遅い時期の制作とみられ、『ブドウとメロンを食べる子供たち』 (アルテ・ピナコテーク) の少なくとも20年後に描かれた。色彩はより明るく、絵具の塗り方もより自由になっている。子供たちの貧しささえ、より柔らかな光の中に表されている。

## アルテ・ピナコテークにあるムリーリョの風俗画

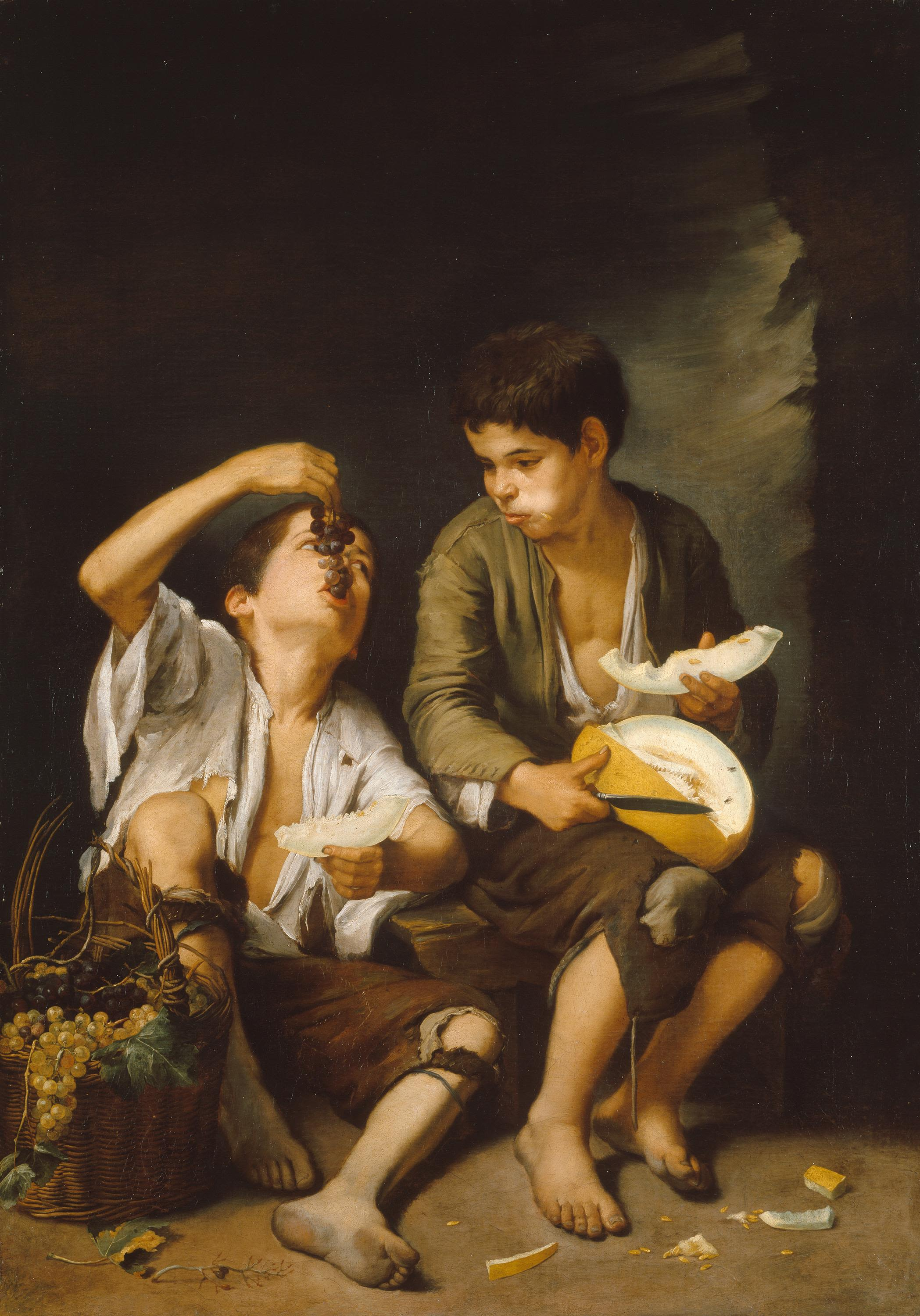
ムリーリョ『ブドウとメロンを食べる子供たち』(1645-1650年ごろ)
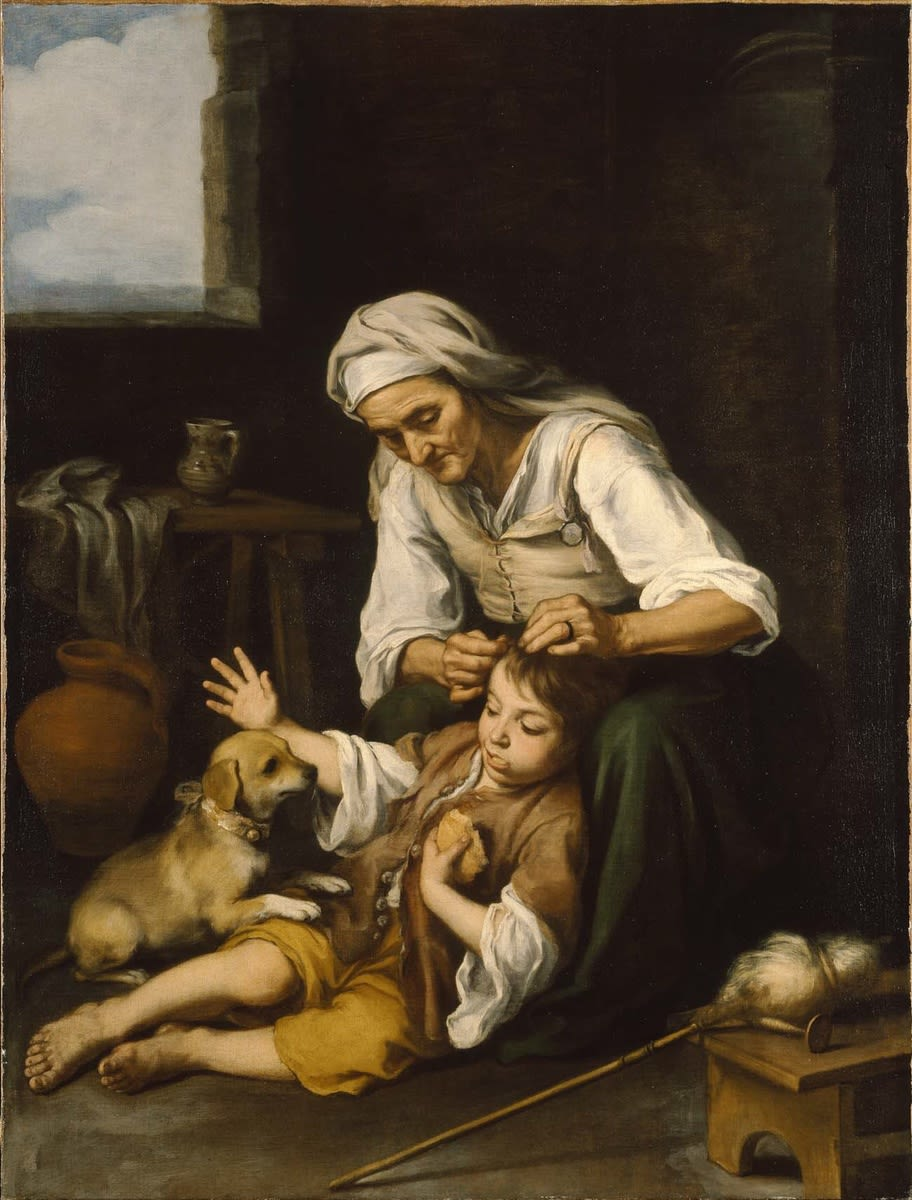
ムリーリョ『シラミを取る老婆』(1660年ごろ)
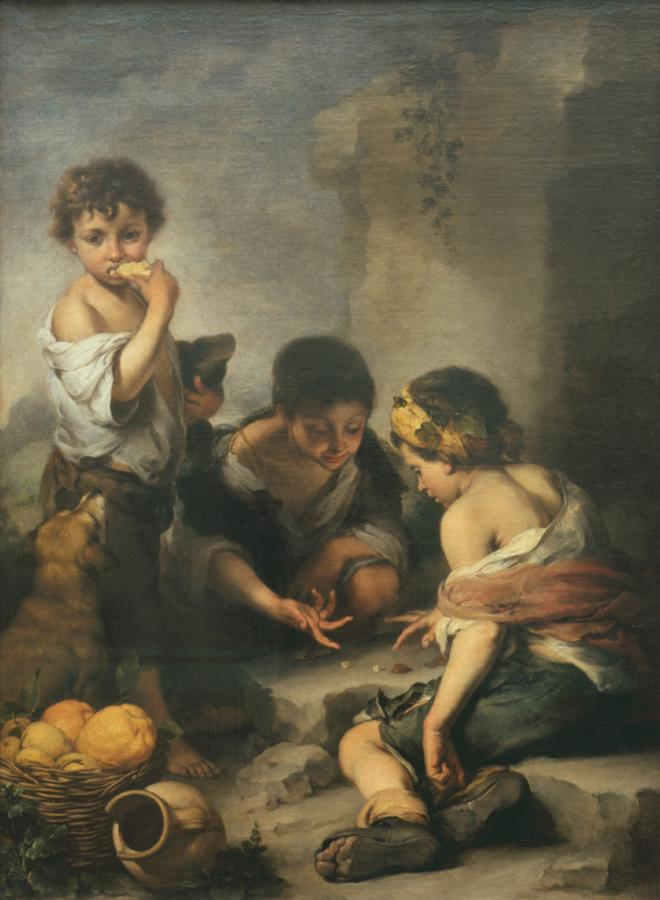
ムリーリョ『サイコロ遊びをする少年たち』(1670-1680年ごろ)
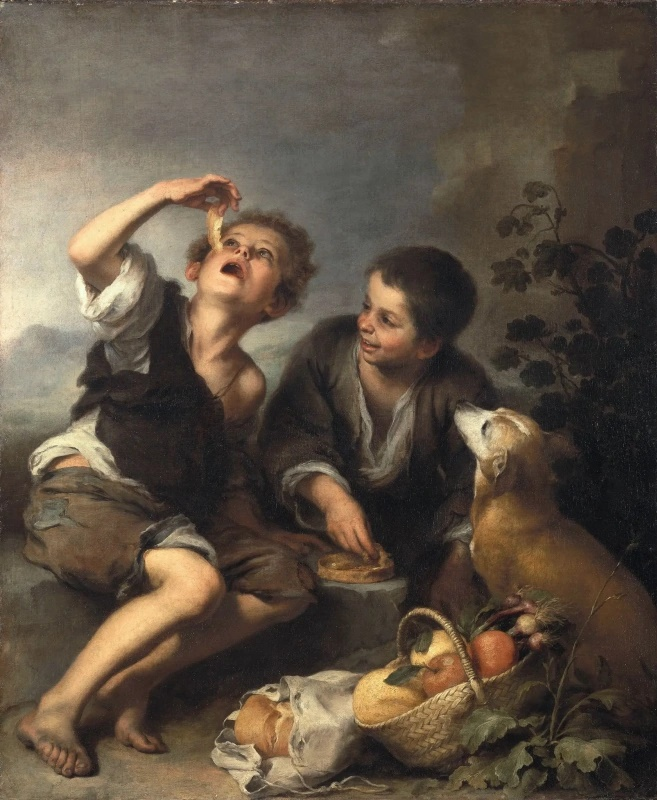
ムリーリョ『パイを食べる子供たち』(1675-1682年ごろ)